# Bob Penny
Robert Lynn Penny (* 29. Juni 1935 in Anniston, Alabama; † 25. Dezember 2022 in Huntsville, Alabama) war ein US-amerikanischer Literaturprofessor und Schauspieler.

## Leben
Penny war der Sohn von Agnes und William Penny, einem presbyterianischen Pfarrer. Er verbrachte einen Teil seiner Kindheit in Jacksonville und wuchs, nach dem Umzug der Familie, in North Carolina auf. Im Anschluss an seine Schulzeit studierte er am Wofford College in South Carolina und an der Columbia University in New York City. Seinen Master of Arts in Englischer Sprache erhielt er von der University of North Carolina, Chapel Hill.
Seinen Doktortitel erwarb er an der University of Alabama in Tuscaloosa, wo er später selbst als Professor Englische Literatur sowie Lyrik und Prosa lehrte.
1974 erhielt Penny den Ellen Gregg Ingalls Award „für herausragende Leistungen im Unterricht“ (engl. Excellence on Classroom Teaching), für den er sechsmal nominiert worden war. Für sein Gedicht Prologues to Home erhielt er zudem 1980 den Silver Bowl Award des Birmingham Festival of the Arts in Anerkennung seines Beitrags zur Literatur.
Auch wenn er sich bereits früh mit der Schauspielerei verbunden fühlte und bereits in den früher 1980er Jahren Werbung für das Pariser Kaufhaus von Birmingham gemacht hatte, gab erst ein Freund den Ausschlag, der ihm ein Vorsprechen bei einer Agentur in Atlanta nahelegte. Er bekam erste Aufträge für Werbespots, beispielsweise als Engel der United-Way-Kampagne von Atlanta im Jahr 1986. Im Jahr 1990 bot ihm die UAB eine volle Professur für die Schwerpunkte Theater und Englisch an, die er jedoch ablehnte; er beendete seine über 30 Jahre umfassende akademische Laufbahn, um sich ab diesem Zeitpunkt ganz der Schauspielerei zu widmen.
Zuletzt lebte Penny im Betreuten Wohnen in Huntsville und verstarb am ersten Weihnachtstag 2022 im Alter von 87 Jahren; seine Asche wurde der Familie übergeben. Er wurde von seinen Geschwistern – seinem Bruder William Earl Penny und seiner Schwester Jean Marion Yount – überlebt.

## Karriere
Penny begann seine zweite Karriere auf der Bühne und vor der Kamera im Alter von 55 Jahren. So spielte er in über 40 Theaterproduktionen des Birmingham Festival Theatre, unter anderem in The Odd Couple und in Don Juan in Hell. 1996 verlieh ihm die Alabama School of Fine Arts für seine „Verdienste um das Theater von Alabama“ den Applause Award. Einen seiner letzten Auftritte auf der Bühne hatte er in einer Adaption von Ronald Harwoods The Dresser am Birmingham Festival Theatre.
Zu seinen Auftritten in Filmen gehörten Rollen in Mississippi Burning – Die Wurzel des Hasses mit Gene Hackman, in Mein Vetter Winnie sowie eine kleine Nebenrolle in Forrest Gump an der Seite von Tom Hanks. Zu seinen berühmteren Rollen gehört die des Anwalts Wallace Buford in der Komödie Sweet Home Alabama – Liebe auf Umwegen mit Reese Witherspoon aus dem Jahr 2002 und ein Auftritt in Die Legende von Bagger Vance an der Seite von Robert Redford und Will Smith. Nach Sweet Home Alabama – Liebe auf Umwegen war er meist in kleineren Independent- und Kurzfilmen zu sehen.
Er hatte auch Auftritte in Fernsehserien wie In der Hitze der Nacht, in der er den korrupten Immobilienmakler und Anwalt Louis Alvin Epp verkörperte, und zuletzt in Still the King im Jahr 2016.
Über seine Karriere vor der Kamera sagte er in einem Interview:

“[…] Then the movies began to come […] I was really lucky. I had these very small roles, but they sure helped pay the mortgage.”

„[…] Dann kamen die Filme […] Ich hatte wirklich Glück. Ich hatte diese sehr kleinen Rollen, aber sie halfen, die Hypothek zu bezahlen.“

Im deutschen Sprachraum wurde Penny unter anderem von Georg Tryphon und Hasso Zorn synchronisiert.

## Filmografie (Auswahl)

### Film
- 1987: Verne Miller – Staatsfeind Nr. 1 (The Verne Miller Story)
- 1988: Mississippi Burning – Die Wurzel des Hasses
- 1989: Home Fires Burning (Fernsehfilm)
- 1989: Traveling Man (Fernsehfilm)
- 1990: When Will I Be Loved? (Fernsehfilm)
- 1991: Der Fall Marie Hilley (Wife, Mother, Murderer; Fernsehfilm)
- 1991: Grüne Tomaten
- 1992: Mein Vetter Winnie
- 1993: The Last Leaf (Kurzfilm)
- 1994: Blutsbande (Separated by Murder; Fernsehfilm)
- 1994: Forrest Gump
- 1994: Higher Education (Fernsehfilm)
- 1999: Der Chill Faktor
- 2000: Die Legende von Bagger Vance
- 2002: Sweet Home Alabama – Liebe auf Umwegen
- 2004: Lightning Bug
- 2005: The Birthday Midget (Kurzfilm)
- 2006: Piece of Cake (Kurzfilm)
- 2007: High Expectations (Kurzfilm)
- 2009: White Blood (Kurzfilm)
- 2009: In Touch (Kurzfilm)
- 2010: The Legend of Hallowdega (Kurzfilm)
- 2012: Skyhook
- 2012: After
- 2012: Company M: A Mob of Soldiers
- 2014: Dropped
- 2016: Speed Dating for the Bereaved (Kurzfilm)

### Fernsehen
- 1990: Elvis – King of Rock’n’Roll (Elvis)
- 1993: I’ll Fly Away
- 1990–1993: In der Hitze der Nacht
- 1994: Higher Education
- 2002: Sekai Gyoten News (auch: The World’s Astonishing News!)
- 2012: Drop Dead Diva
- 2014: Devious Maids – Schmutzige Geheimnisse
- 2016: Still the King